# マーチカップ (モータースポーツ)

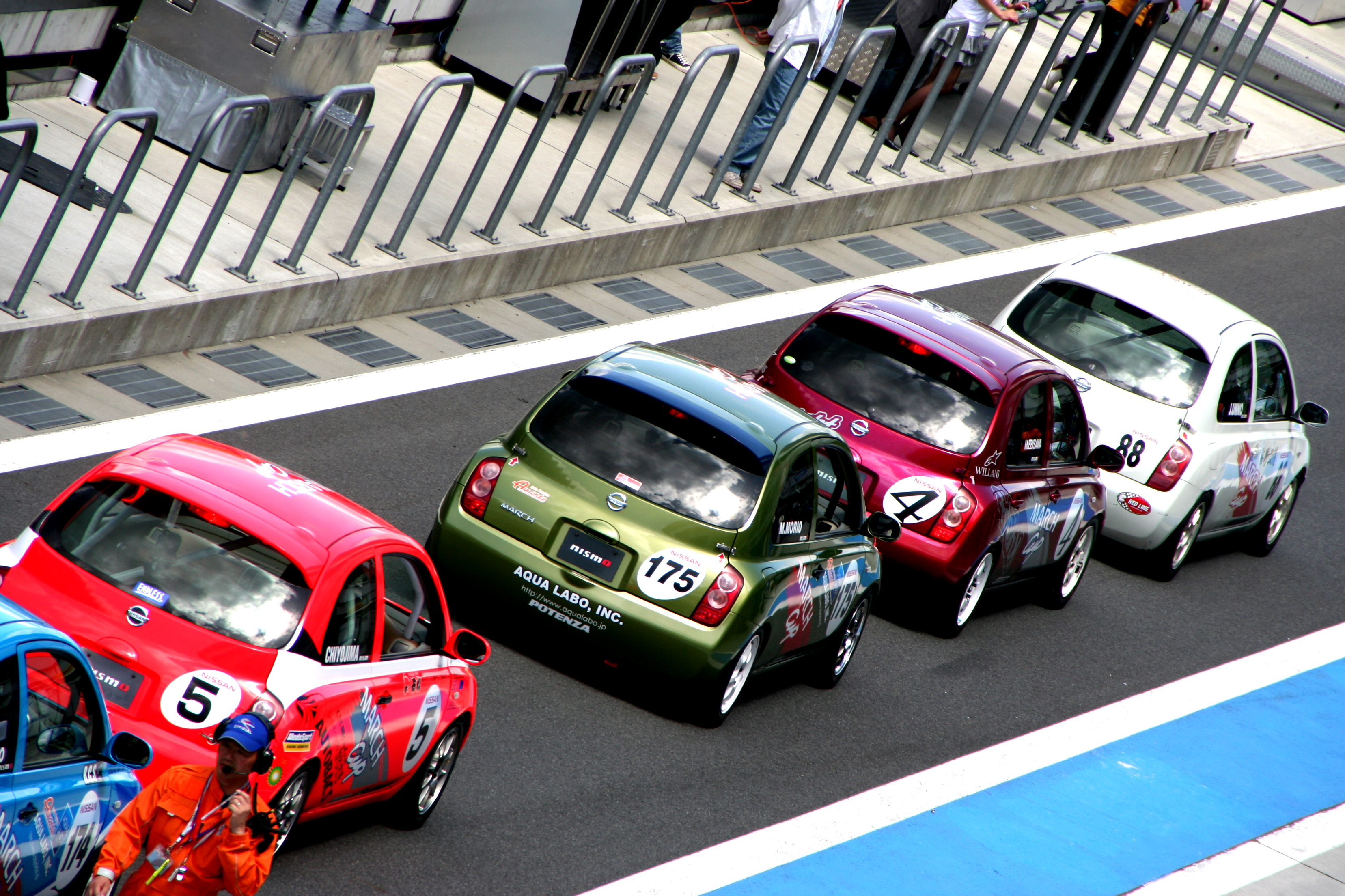
2008年大会の様子

マーチカップとは、かつて日産・マーチで行われていたワンメイクレースである。JAF公認ワンメイクレース。日産伝統の入門レースカテゴリーとして、1984年（昭和59年）から2009年（平成21年）まで開催されていた。